# Brieskow-Finkenheerd
Brieskow-Finkenheerd ist eine Gemeinde im Südosten von Brandenburg im Landkreis Oder-Spree. Sie ist Sitz des gleichnamigen Amtes.

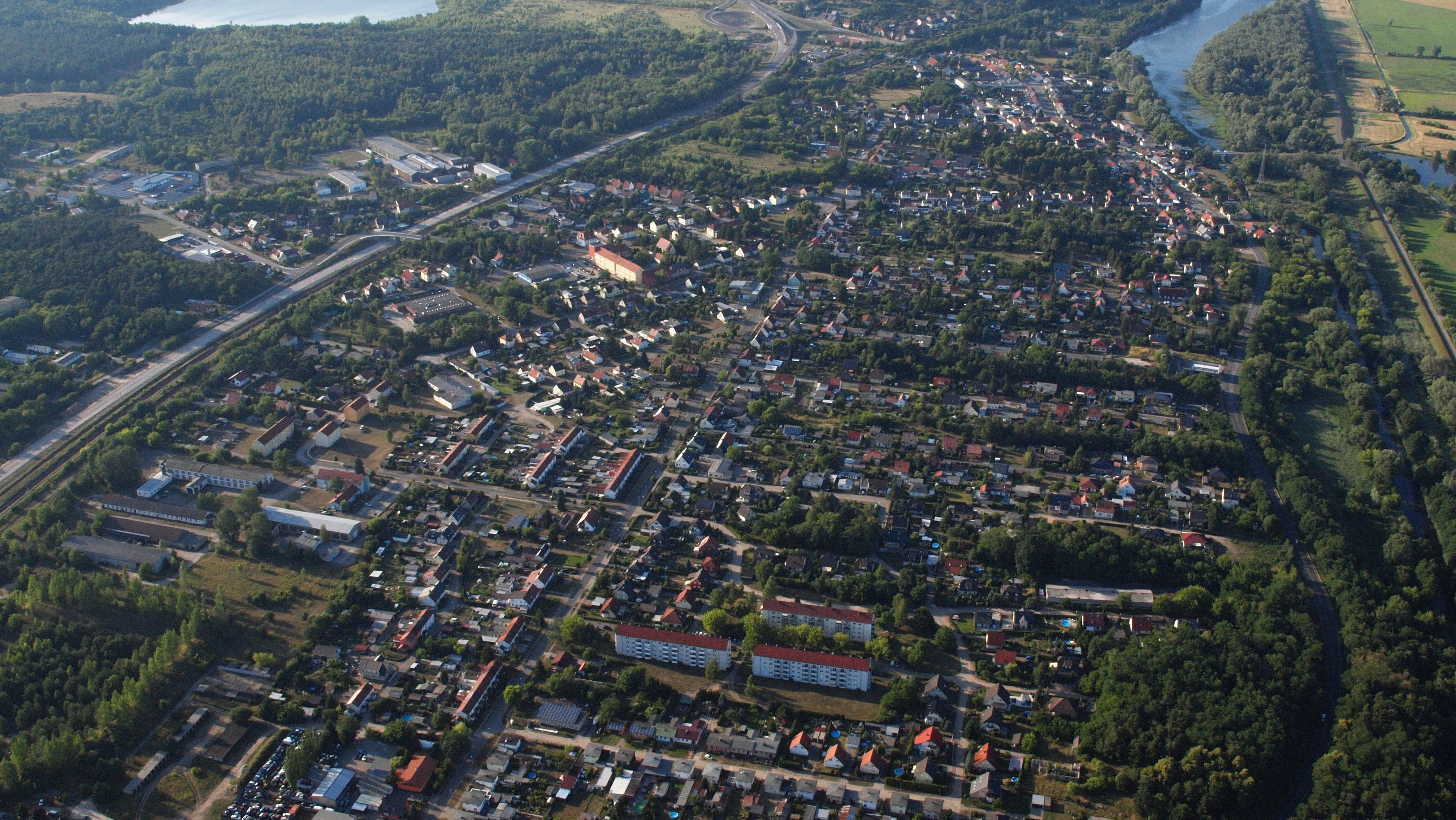
Brieskow-Finkenheerd, Luftaufnahme (2015)

## Geographie
Brieskow-Finkenheerd liegt 13 Kilometer südlich der kreisfreien Stadt Frankfurt (Oder) und 16 Kilometer nördlich der amtsfreien Stadt Eisenhüttenstadt direkt an der Oder und am Oder-Neiße-Radweg.
Der Ort und der Brieskower See liegen im westlichen Teil des Naturschutzgebietes Mittlere Oder.
Der Helenesee, der aus einem früheren Kohletagebau entstand, ist als Naherholungsgebiet ungefähr 6 Kilometer vom Ort entfernt.
Brieskow-Finkenheerd befindet sich in der Landschaft des Berliner Urstromtals.

## Gemeindegliederung
Zur Gemeinde gehören die Wohnplätze Brieskow, Finkenheerd und Margarethensiedlung.

## Geschichte
Der Ort Brieskow-Finkenheerd wurde 1354 erstmals urkundlich unter dem Namen Wrissigk erwähnt. Es war bis zur Reformation im Besitz des Kartäuser-Klosters Frankfurt. Nach Auflösung der Klöster kam es in den direkten Besitz der Brandenburger Kurfürsten. Seit 1883 nannte sich das Fischer- und Bauerndorf Brieskow, das sich mit der Revolution von 1848/1849 zu einer Industriegemeinde entwickelte. Der Name Finkenheerd tauchte zum ersten Mal in einer Flurkarte von 1750 auf. Er hatte seinen Ursprung in einem Gebiet, in dem Vogelsteller Schlaggarn auslegten, um Vogelfang zu betreiben. Bis 1846 befanden sich dort nur ein Gasthof und ein Schleusenwärterhaus. Mit dem Bau der Niederschlesisch-Märkischen Eisenbahn um 1846 entstanden am Standort Finkenheerd Fabriken und Wohnhäuser. Die Deutsche Reichsbahn als Nachfolgerin der Niederschlesisch-Märkischen Eisenbahn gab dem dort entstandenen Bahnhof mit all seinen industriellen Anlagen um 1900 den Namen Finkenheerd. Der Ortsteil hatte bis zum Ende des Zweiten Weltkrieges keine eigene Amtsverwaltung. Der Amtsbezirk Brieskow vollzog bis dahin die Verwaltungsgeschäfte. Im Jahre 1941 wurde ein Lager für 400–800 Zwangsarbeiter aus verschiedenen Nationen errichtet, die beim Ausbau der Märkischen Elektrizitätswerke eingesetzt wurden.
Am 1. Januar 1949 wurde der Gemeindename in Brieskow-Finkenheerd geändert.
Brieskow gehörte seit 1817 zum Kreis Lebus in der Provinz Brandenburg und ab 1952 zum Kreis Eisenhüttenstadt-Land im DDR-Bezirk Frankfurt (Oder). Seit 1993 liegt die Gemeinde im brandenburgischen Landkreis Oder-Spree.

## Bevölkerungsentwicklung
| Jahr | Einwohner |
| ---- | --------- |
| 1875 | 1 127     |
| 1890 | 1 359     |
| 1910 | 1 582     |
| 1925 | 2 220     |
| 1933 | 2 902     |
| 1939 | 2 942     |

| Jahr | Einwohner |
| ---- | --------- |
| 1946 | 3 022     |
| 1950 | 3 472     |
| 1964 | 3 592     |
| 1971 | 3 431     |
| 1981 | 2 961     |
| 1985 | 2 753     |

| Jahr | Einwohner |
| ---- | --------- |
| 1990 | 2 633     |
| 1995 | 2 570     |
| 2000 | 2 686     |
| 2005 | 2 585     |
| 2010 | 2 446     |
| 2015 | 2 320     |

| Jahr | Einwohner |
| ---- | --------- |
| 2020 | 2 344     |
| 2021 | 2 337     |
| 2022 | 2 325     |
| 2023 | 2 290     |
| 2024 | 2 282     |

Gebietsstand des jeweiligen Jahres, Einwohnerzahl: Stand 31. Dezember (ab 1991), ab 2011 auf Basis des Zensus 2011, ab 2022 auf Basis des Zensus 2022

## Politik

### Gemeindevertretung
Die Gemeindevertretung von Brieskow-Finkenheerd besteht aus 12 Gemeindevertretern und dem ehrenamtlichen Bürgermeister. Die Kommunalwahl am 9. Juni 2024 führte bei einer Wahlbeteiligung von 66,5 % zu folgendem Ergebnis:
| Partei / Wählergruppe                   | Stimmenanteil 2019 | Sitze 2019 |        | Stimmenanteil 2024 | Sitze 2024 |
| --------------------------------------- | ------------------ | ---------- | ------ | ------------------ | ---------- |
| SPD                                     | 41,0 %             | 5          | 42,0 % | 5                  |            |
| Wählergemeinschaft Brieskow-Finkenheerd | 37,7 %             | 4          | 39,2 % | 5                  |            |
| Einzelbewerber Ivo Kiesewetter          | –                  | –          | 12,7 % | 1                  |            |
| Einzelbewerber Lars Wendland            | –                  | –          | 06,1 % | 1                  |            |
| Die Linke                               | 21,3 %             | 3          | –      | –                  |            |
| Insgesamt                               | 100 %              | 12         | 100 %  | 12                 |            |

### Bürgermeister
- 1998–2014: Ralf Theuer[10]
- 2014–2019: Frank Richter (Wählergemeinschaft Brieskow-Finkenheerd)[11]
- seit 2019: Horst Siebke (SPD)

Siebke wurde in der Bürgermeisterwahl am 26. Mai 2019 mit 50,7 % der gültigen Stimmen gewählt. Am 9. Juni 2024 wurde er ohne Gegenkandidat mit 79,0 % der gültigen Stimmen in seinem Amt bestätigt. Seine Amtszeit beträgt fünf Jahre.

### Wappen
Das Wappen wurde am 21. Juli 1999 genehmigt.
Blasonierung: „Wellenförmig geteilt von Gold und Blau; oben nebeneinander drei stachlige, schwarze Sanddornzweige mit roten Früchten und blauen Blättern bei den äußeren Zweigen, unten ein silberner Karpfen.“

## Sehenswürdigkeiten und Kultur
In der Liste der Bodendenkmale in Brieskow-Finkenheerd sind die Bodendenkmale aufgeführt.

### Kirchen

#### Evangelische Kirche

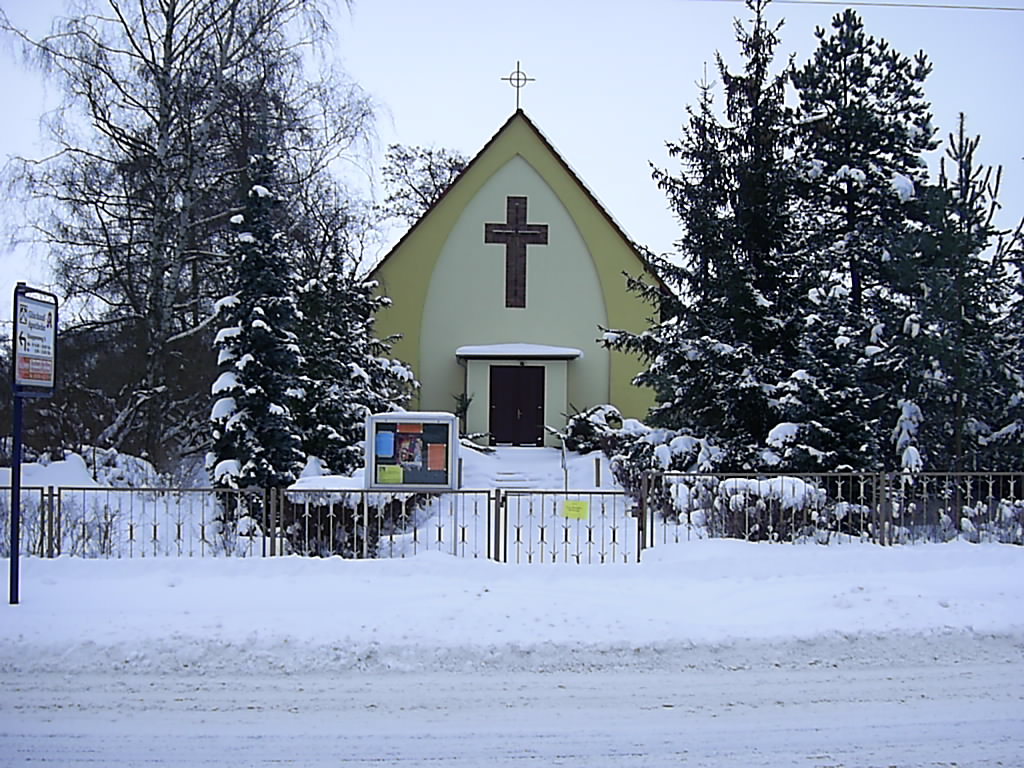
Evangelische Kirche

Bis 1934 besaß der Ort keine evangelische Kirche. Die evangelischen Gläubigen gingen in die Dorfkirche nach Lossow, einem heutigen Ortsteil von Frankfurt (Oder). Der Grundstein für eine eigene Kirche wurde 1932 gelegt; am 29. Juli 1934 erfolgte die feierliche Einweihung der Martin-Luther-Kirche in Brieskow-Finkenheerd. Nach dem Zweiten Weltkrieg diente die Kirche, beschädigt durch Granateneinschläge, der Roten Armee als Pferdestall. 1968 wurde der Altarraum neu gestaltet. Die südöstliche Wand der Apsis bekam kleine kreisrund angeordnete und bunt verglaste Fenster.
Im hinteren Teil der Kirche steht seit 1973 die von der Orgelbaufirma Sauer gebaute Orgel, für die die Gemeinde zehn Jahre lang Spendengelder sammelte. 1998/99 erfolgte eine gründliche Renovierung, und das Dach wurde neu gedeckt. Auf der Zugangsseite wurde ein Kreuz mit einer stilisierten Weltkugel angebracht. Am 31. Oktober 2001 wurde die Kirche wieder geweiht. Eine neue Kanzel erhielt das Gotteshaus 2003. Sie trägt das Familienwappen Martin Luthers; in einem Kranz aus Rosen das Herz und darin das Kreuz. Hinter der Kirche befindet sich ein Glockenstuhl, in dem drei Glocken aus dem Jahre 1966 hängen. Die Martin-Luther-Kirche in Brieskow-Finkenheerd unterhält regen Kontakt zur Kirchengemeinde in Köln-Klettenberg.

#### Katholische Kirche
Den Jahre währenden Bemühungen der Frankfurter Pfarrei beim Breslauer Fürstbischof um ein eigenes Gotteshaus für die Gemeinde ist es zu verdanken, dass 1934 eine katholische Kirche im Ort geweiht werden konnte. Sie ist der heiligen Barbara geweiht, der Patronin der Bergleute. Auf einem Gartengrundstück erhebt sich der gedrungene Bau mit einem kleinen Glockenturm. Eine lateinische Inschrift, die mit dem Relief der Namenspatronin auf die Stifter der Kapelle hinweist, befindet sich unter dem Turm. Im Vorraum hängt ein Bild der heiligen Barbara. 1969 erfolgte die Renovierung der Kirche; 2000 erhielt sie eine andere Farbgestaltung und die Empore wurde geöffnet. Seit Juni 2004 wird die Kirche von der Russisch-Orthodoxen Christi Erlöser Kirchengemeinde zu Frankfurt (Oder) (Moskauer Patriarchat) genutzt.

#### Neuapostolische Kirche
Seit 1988 haben die Bürger von Brieskow-Finkenheerd, die sich zur Neuapostolischen Kirche bekennen, in Groß Lindow ein eigenes Gotteshaus, erschaffen in über 4.000 Stunden freiwilliger Arbeit, an denen sich auch Mitglieder benachbarter Gemeinden beteiligten. Zu diesem Zeitpunkt konnte die Gemeinde ihr 40-jähriges Bestehen feiern. Neben der seelsorgerischen Arbeit ist der Gemeinde vor allem die Musik wichtig. So tritt ihr Chor auch außerhalb ihres kirchlichen Kreises, wie unter anderem im Alten- und Pflegeheim Müllrose, auf.

#### Kirche Apostelamt
Seit 1991 hat die Kirche Apostelamt Jesu Christi ein kleines Gemeindezentrum im Ort. Hergerichtet wurde sie aus der Baracke einer ehemaligen Bezirksakademie. Kontakte werden zu den Nachbargemeinden Frankfurt (Oder), Lebus, Müllrose, Eisenhüttenstadt und Fürstenwalde/Spree gepflegt.

### Museum
Seit Gründung des Heimatvereins Brieskow-Finkenheerd 2005 wird das kulturelle Erbe der Gemeinde im alten Schulgebäude im Heimat-, Schul- und Bergbaumuseum präsentiert.

### Regelmäßige Veranstaltungen
Der 1982 gegründete Finkenheerder Fastnachtclub FFC e. V. in der Tradition des sorbisch-wendischen Brauchtums, bestreitet jährlich zum 11. November die fastnachtstypischen Höhepunkte.
Ein traditioneller Sommernachtsball findet einmal im Jahr am Brieskower See statt.
Seit 2013 gibt es das jährliche Seifenkistenrennen.
Ebenso hat sich der Fischer- und Hoftag, der einmal jährlich stattfindet, etabliert. Am Brieskower See steht hier die Unterhaltung durch verschiedene Künstler sowie ein Festprogramm für die Familie im Vordergrund.

### Vereine
Für kulturelle Vielfalt sorgen unter anderem der Finkenheerder Tanzsportclub, der Finkenheerder Fastnachtclub FFC e. V., die Kulturschmiede und der Heimatverein.

## Wirtschaft und Infrastruktur

### Wirtschaft
Der Ort Brieskow-Finkenheerd war seit 1354 ein Bauern- und Fischerdorf; später entwickelte sich daraus ein Industriestandort. Ein wichtiger Verkehrsknotenpunkt wurde der Ort um 1668. Mit Entstehung des Friedrich-Wilhelm-Kanals erfolgte in Brieskow-Finkenheerd ein reger Schiffs- und Umschlagverkehr.
Eine rasche Industrialisierung erfolgte durch den Bau der Niederschlesisch-Märkischen Eisenbahn, deren Schienenstrang um 1846 den Friedrich-Wilhelm-Kanal kreuzte und somit zahlreiche Unternehmer anzog. Im Ort entstanden eine Ofenfabrik, eine Kalkbrennerei, eine Holz- und Imprägnierfabrik, eine Dach- und Sandsteinbrennerei, schließlich 1877 eine Schneidemühle. 1874 begann die Firma Richard Sonnenburg mit der Herstellung von Glukosesirup; um 1920 wurde diese von den Maizena Werken übernommen und unter dem Namen Finkenheerder Obstwerke AG weitergeführt und ausgebaut.
Kraftwerk Finkenheerd
Bereits 1916 beschloss das Märkische Elektrizitätswerk unter ihrem neu berufenen Vorstandsvorsitzenden Georg Warrelmann den Bau eines Braunkohlekraftwerkes in Finkenheerd. Aber erst einige Zeit nach dem Ende des Ersten Weltkriegs konnte 1921 mit dem Bau des Kraftwerkes am Brieskower See, 13 Kilometer von Frankfurt (Oder) entfernt, begonnen werden. Das technische Konzept hatte Warrelmann entwickelt, die maschinelle Ausstattung lieferte die Allgemeine Elektricitäts-Gesellschaft (AEG). Die vorhandene Brikettfabrik wurde stillgelegt, neue Tagebaue erschlossen und neue Schächte abgeteuft. Aus der geförderten Kohle wurde nun Elektroenergie gewonnen. 1923 wurden die ersten beiden Turbinensätze in Betrieb genommen, die zusammen 12,5 Megawatt leisteten und bis zu ihrer Stilllegung 200 Millionen Kilowattstunden Strom erzeugten. Die Anlage verfügte zunächst über zwei 110 Meter hohe Schornsteine (erbaut von der Bauunternehmung Dyckerhoff & Widmann AG), später über insgesamt sechs bis zu 125 Meter hohe Schlote. Das Kraftwerk sollte Frankfurt (Oder) sowie weitere 21 Landkreise mit Strom versorgen. 1924 und 1928 wurden zusätzliche, leistungsfähigere Turbinen installiert. Im Herbst 1931 folgte die sechste Turbine, mit der eine Gesamtleistung von 170 Megawatt verfügbar war.
Trotz starker Zerstörung des Ortes während des Zweiten Weltkrieges blieben die sechs Schornsteine stehen. Nach Kriegsende begannen Kraftwerker mit der Instandsetzung der Maschinen. Im Juni 1945 lief die erste Turbine an. Bereits am 10. Juli 1945 versorgte das Kraftwerk wieder die Straßenbahn in Frankfurt (Oder). Im Zuge von Reparationsleistungen wurden vier Turbinen demontiert und in die Sowjetunion abtransportiert. Das Kraftwerk versorgte Betriebe in der näheren Umgebung, Schule und Kinderkrippe. 1972 wurde das Werk zusätzlich zur Erzeugung von Fernwärme eingerichtet. 22.000 Haushalte in Frankfurt wurden über eine 57 Kilometer lange Leitung mit dem Werk verbunden und erhielten so ihre Heizenergie. Die Stilllegung des Werkes erfolgte 1992 auf Grund der unvertretbaren hohen Luftverschmutzung. Am 10. Oktober 1998 erfolgte dann die Sprengung der letzten beiden Schornsteine. Insgesamt verbrauchte das Werk während seines Bestehens 90 Millionen Tonnen Rohbraunkohle.

### Ansässige Unternehmen
Die heutige Wirtschaft ist geprägt von der Fischereiwirtschaft, verschiedenen Handwerksbetrieben und vom Ingenieur- und Tiefbau.

### Verkehr

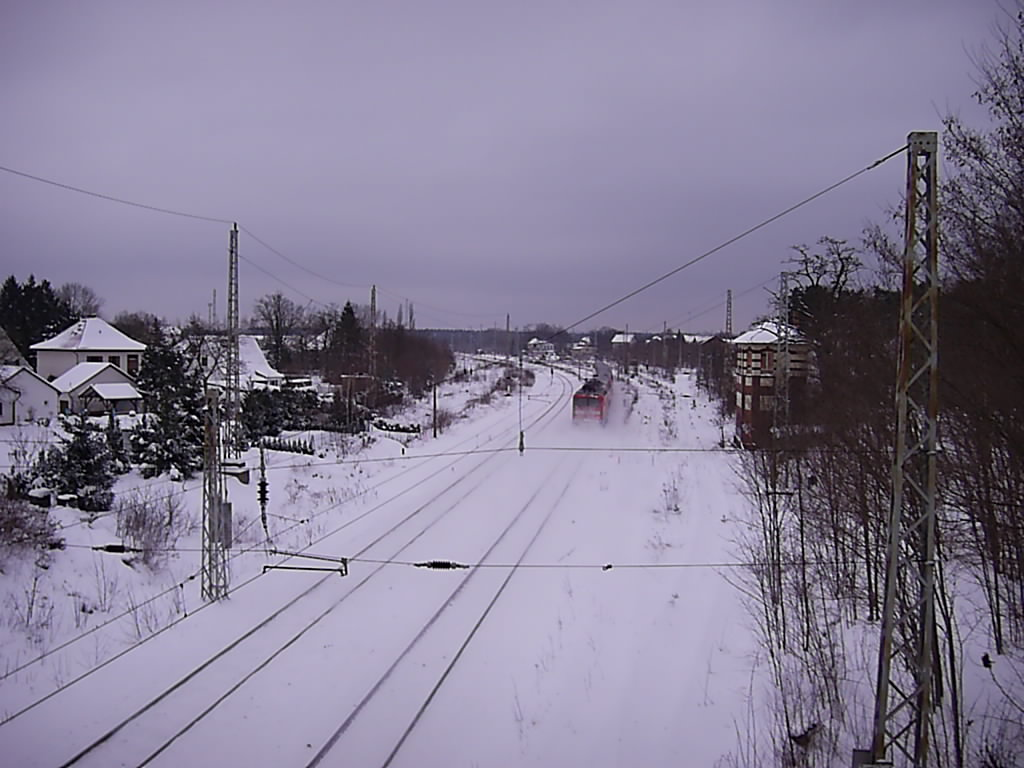
Haltepunkt Finkenheerd

Durch die Gemeinde führt die Bundesstraße 112 von Frankfurt (Oder) nach Eisenhüttenstadt.
Die Strecke der Niederschlesisch-Märkischen Eisenbahn durchquert das Gemeindegebiet. Der Haltepunkt Kraftwerk Finkenheerd liegt im Ortsteil Brieskow; der Haltepunkt Finkenheerd bietet eine gute Verbindung zum Finkenheerder Ortskern und nach Groß Lindow. Beide Stationen werden durch die Regionalbahnlinie RB 11 (Frankfurt (Oder)–Cottbus) bedient.

### Medien
Ein regionales Internetfernsehen für den Landkreis Oder-Spree ist im Ort ansässig.

### Feuerwehr
1908 wurde die Freiwillige Feuerwehr von Brieskow-Finkenheerd gegründet. Die Handpumpe wurde noch von durch Bauern zur Verfügung gestellte Pferde zum Brandherd gezogen. Eine Blechtafel, die als Erinnerung an diese Verpflichtung diente, wurde von Bauernhof zu Bauernhof gereicht. 1943 musste die Feuerwehr für eine Woche nach Berlin ausrücken, um die Folgen des Luftkrieges zu bekämpfen. Die sorgfältig gepflegte Technik wurde beschädigt, und nach zwei Jahren war sie so gut wie vernichtet. Auf Befehl des sowjetischen Ortskommandanten wurde die Feuerwehr im April 1946 neu gegründet. Die Kameraden holten aus verschiedenen Orten Gerätschaften herbei, um die Funktionalität der Feuerwehr aufrechterhalten zu können. Ein alter Chevrolet wurde mit großem Aufwand als zusätzliches Löschfahrzeug aufgebaut.
Das Feuerwehrhaus wurde um eine Werkstatt, einen Trockenturm sowie um eine Wohnung für den Hausmeister und ein Wirtschaftsgebäude ergänzt. Einsätze erfolgten zum Beispiel bei der Bekämpfung einer Havarie im Kraftwerk am 12. Januar 1962, einer drohenden Katastrophe mit einem mit hochexplosivem Gas gefüllten Kesselwagen der Deutschen Reichsbahn am 11. Mai 1974 sowie beim Oderhochwasser 1997.

## Persönlichkeiten
- Heinrich Tessenow (1876–1950), Architekt, entwarf die Siedlung Glückauf in Brieskow-Finkenheerd
- Karl Heinz Schleinitz (1921–2019), Schriftsteller, in Brieskow geboren
- Gerhardt Gröschke (1948–1995), Dramaturg und Schriftsteller, in Brieskow-Finkenheerd geboren